# Ilha de Santa Cruz (Galápagos)
A ilha Santa Cruz é uma das ilhas do arquipélago das Galápagos. Tem uma área de 986 km², o que a torna na terceira mais extensa do arquipélago, e altitude máxima de 864 metros.
Nomeada de Santa Cruz apenas posteriormente, seu nome em inglês (Indefatigable, literalmente, O Infatigável ou Incansável) foi dado por uma embarcação britânica (HMS Indefatigable). A ilha abriga a maior população humana do arquipélago, na cidade de Puerto Ayora. A Estação de Pesquisas Charles Darwin e o quartel-general do Serviço do Parque Nacional de Galápagos estão localizados nela. Ambos operam conjuntamente um centro de criação de tartarugas onde esses quelônios são preparados para serem reintroduzidos em seu habitat.
As montanhas de Santa Cruz oferecem uma vegetação exuberante e são famosas pelos seus túneis de lava. Grandes populações de tartarugas são encontradas ali. A Enseada da Tartaruga Negra é um local cercado por população humana e costuma ser utilizada por tartarugas marinhas, arraias e pequenos tubarões como uma área para acasalamento. Cerro Dragón, conhecida por sua lagoa de flamingos, também aqui se localiza, e ao longo da costa podem ser avistadas iguanas terrestres.

## Divisão administrativa
Santa Cruz também é um cantão do Equador que abrange além de Santa Cruz as ilhas:
- Santiago (San Salvador)
- Marchena
- Pinta
- Baltra
- Bartolomé
- Seymour Setentrional
- Duncan
- Rabida (Jervis)
- Plaza Meridional